# Garcinia warrenii
Garcinia warrenii är en tvåhjärtbladig växtart som beskrevs av F. Müll.. Garcinia warrenii ingår i släktet Garcinia och familjen Clusiaceae. Inga underarter finns listade i Catalogue of Life.